# Ошейниковый иглохвостый печник
Ошейниковый иглохвостый печник (лат. Synallaxis stictothorax) — вид воробьиных птиц из семейства печниковых. Выделяют два подвида. Распространены в Эквадоре и Перу.

## Описание
Ошейниковый иглохвостый печник один из самых маленьких представителей рода Synallaxis, достигает длины 11—13 см и массы от 10 до 14 г. Половой диморфизм не выражен. У взрослых особей номинативного подвида лицо черноватое с беловатыми прожилками. Надбровная дуга белого цвета. Передняя часть макушки с чёрными и белыми прожилками, остальная часть макушки тускло-серовато-коричневая. Спина коричневатая, надхвостье рыжевато-коричневое, а кроющие перья хвоста ярко-рыжие. Крыло на изгибе беловатое; кроющие и второстепенные маховые перья рыжеватые, а первостепенные — тёмные. Хвост рыжеватый, за исключением тёмно-коричневатой центральной пары рулевых перьев. Горло белое, грудь охристо-белая с мелкими чёрными прожилками, брюхо беловатое, а бока и низ кроющих перьев хвоста рыжевато-коричневые. Радужная оболочка от коричневого до красновато-коричневого или коричневато-красного цвета, клюв чёрный (иногда с большим количеством серого на подклювье), а ноги от сине-серого до тёмно-серого цвета. Оперение молодых особей не описано. У подвида S. s. maculata спина немного более рыжеватая, а крылья более рыжие, чем у номинанта. Хвост рыжеватый, за исключением небольшого количества тёмных пятен на самой внутренней паре рулевых перьев.
Песня представляет собой короткую серию нот, заканчивающуюся несколькими скрипучими нотами «trrr-tr-tr-kweet...kweet». Пары поют дуэтом, обычно ранним утром и ближе к вечеру, и обычно из глубины густой растительности, хотя иногда и с открытой присады. Позывки включают в себя длинную дребезжащую серию нот, носовой невнятный «weet» или слегка двухсложный «kweet» и писклявый «di'vot».

## Биология
Ошейниковый иглохвостый печник обитает в засушливых кустарниковых зарослях и на опушках лиственных лесов. Встречается от уровня моря до высоты 300 м над уровнем моря в Эквадоре и до 400 м в Перу. Ведёт оседлый образ жизни. Питается в основном членистоногими; добывает пищу парами, иногда присоединяется к смешанным стаям. Собирает свою добычу со мха, живых и опавших листьев и небольших веток, обычно на расстоянии около одного—двух метров от земли.
Сезон размножения точно не описан, но гнёзда были обнаружены в феврале и марте. Гнездо представляет собой бесформенную груду из веток с боковым входом и внутренней камерой, выстланной перьями и мягким пухом. Обычно размещается на колючем дереве или кактусе на высоте до 12 м над землей. В кладке 3—4 яйца. Инкубационный период продолжается около 25 дней, а птенцы полностью оперяются через 16—22 дня. Подробности родительского ухода за потомством не известны.

## Подвиды и распространение
Выделяют два подвида:
- Synallaxis stictothorax stictothorax Sclater, 1859 – юго-западный Эквадор (от центра Манаби на юг до западного Гуаясу, остров Пуна)
- Synallaxis stictothorax maculata Lawrence, 1872 – крайний юго-запад Эквадора (южная Лоха) и северо-запад Перу (регионы Тумбес, Пьюра, Ламбаеке, Ла-Либертад)